# Centrum Dydaktyczno-Naukowe Mikroelektroniki i Nanotechnologii Uniwersytetu Rzeszowskiego
Centrum Dydaktyczno-Naukowe Mikroelektroniki i Nanotechnologii Uniwersytetu Rzeszowskiego (CDNMiN UR) – jednostka dydaktyczno-naukowa należąca do struktur Wydziału Matematyczno-Przyrodniczego Uniwersytetu Rzeszowskiego powstała w 2012 roku. W jego skład wchodzą 4 laboratoria i 5 pracowni naukowych. Prowadzi działalność dydaktyczną i badawczą związaną ze wszystkimi aspektami dotyczącymi mikroelektroniki i nanotechnologii. Centrum oferuje studia na kierunku inżynieria materiałowa. Aktualnie na instytucie kształci się 84 studentów w trybie dziennym. W centrum zatrudnionych jest aktualnie 25 pracowników naukowo-dydaktycznych, w tym 2 z tytułem profesora i na stanowisku profesora zwyczajnego, 3 na stanowisku profesora nadzwyczajnego ze stopniem doktora habilitowanego, 9 adiunktów ze stopniem doktora oraz 11 asystentów z tytułami magistra lub inżyniera.

## Historia
Uniwersytet Rzeszowski podpisał 17 lipca 2009 roku umowę na sfinansowanie Centrum Mikroelektroniki i Nanotechnologii. Projekt pt. Kompleks Naukowo-Dydaktyczny Centrum Mikroelektroniki i Nanotechnologii Uniwersytet Rzeszowski przewidywał stworzenie nowej infrastruktury uczelnianej, która miała uzupełnić istniejącą lukę infrastrukturalną w województwie podkarpackim, dotyczącą najnowszych technologii i metod badań. Powstała infrastruktura służyć ma jako baza naukowo-dydaktyczna dla nowych specjalności:
- nanoelektronika na kierunku fizyka techniczna
- nanotechnologia i nowe materiały dla lotnictwa na makrokierunku mechatronika i nanotechnologie
- bioinżynieria medyczna, bioinformatyka, biotechnologia analityczna oraz biomateriały na międzywydziałowym kierunku biotechnologia

Projekt zakończył się w 2012 roku.

## Władze (2019-)
Dyrektor:  dr Michał Marchewka

## Władze (2012-2016)
Dyrektor:  prof. dr hab. Eugeniusz Szeregij
Zastępca Dyrektora ds. Nauki i Finansów:
Zastępca Dyrektora ds. Dydaktycznych: dr Ireneusz Stefaniuk

## Kierunki kształcenia
W Centrum Dydaktyczno-Naukowe Mikroelektroniki i Nanotechnologii Uniwersytetu Rzeszowskiego prowadzone są studia pierwszego stopnia trwające 7 semestrów i kończące się uzyskaniem tytułu zawodowego inżyniera na kierunku inżynieria materiałowa. Studenci mają do wyboru dwie specjalności:
- nanotechnologia i materiały nanokompozytowe
- technologie materiałów lotniczych

## Struktura organizacyjna

### Laboratoria
Laboratorium technologiczne MBE z kontrolą jakości wytwarzanych struktur SIMS
Kierownik: Dr Michał Marchewka
Pracownicy:
dr inż Iwona Rogalska
mgr inż Małgorzata Trzyna
mgr inż. Jakub Grendysa
mgr inż Karolina Jedziniak
Laboratorium naukowe magnetotransportu przy niskich i ultra niskich temperaturach
- Kierownik:
- Pracownicy:

Laboratorium naukowe niskotemperaturowej luminescencji
Pracownicy:
- Kierownik:

Laboratorium technologiczne nanolitografii z fotolitografią
Pracownicy:
kierownik:

### Pracownie studenckie
Pracownia komputerowych systemów pomiarowych
Pracownicy:
- Kierownik: wakat

Pracownia studencka nanopreparatyki
Pracownicy:
- Kierownik: wakat

Pracownia studencka transportowych zjawisk w strukturach półprzewodnikowych
Pracownicy:
- Kierownik: wakat

'Pracownia studencka zjawisk optycznych w strukturach półprzewodnikowych
Pracownicy:
- Kierownik: wakat

Centrum Naukowo Dydaktyczne Mikroelektroniki i Nanotechnologii
Uniwersytetu Rzeszowskiego
ul. Pigonia 1
35-959 Rzeszów